# Dornier Do 335
Dornier Do 335 Pfeil ("Mũi tên") là một loại máy bay tiêm kích hạng nặng trong Chiến tranh thế giới II, nó được chế tạo bởi hãng Dornier. Phiên bản huấn luyện 2 chỗ còn được gọi là Ameisenbär ("thú ăn kiến"). Hiệu năng của Do 335 tốt hơn nhiều so với các thiết kế máy bay hai động cơ khác do nó có kiểu bố trí động cơ "đẩy-kéo". Khi đưa Do 335 vào trang bị thì Chiến tranh thế giới II cũng đang đi tới hồi kết.

## Biến thể
Chế tạo
- Do 335 A-0: 10 chiếc tiền sản xuất.
- Do 335 A-1: Phiên bản tiêm kích bom một chỗ.

Đề xuất
- Do 335 A-2: Phiên bản tiêm kích-bom một chỗ với hệ thống hỗ trợ vũ khí mới, có cánh dài hơn và dùng động cơ mới nâng cấp là DB603L.
- Do 335 A-3: Phiên bản trinh sát một chỗ, phát triển từ A-1, sau này đề xuất với cánh dài hơn.
- Do 335 A-4: Phiên bản trinh sát một chỗ, camera nhỏ hơn so với A-3
- Do 335 A-5: Phiên bản tiêm kích đêm một chỗ, cánh dài và lắp động cơ DB603L.
- Do 335 A-6: Phiên bản tiêm kích đêm hai chỗ.
- Do 335 A-7: A-6 với cánh dài hơn.
- Do 335 A-8: A-4 với cánh dài hơn.
- Do 335 A-9: A-4 với cánh dài hơn, động cơ DB603L và buồng lái điều áp.
- Do 335 B-1: Dự án bị hủy bỏ.
- Do 335 B-2: Phiên bản cường kích một chỗ.
- Do 335 B-3: B-1 nâng cấp với cánh dài hơn.
- Do 335 B-4: B-1 nâng cấp với cánh dài hơn, động cơ DB603L.
- Do 335 B-12: Phiên bản huấn luyện 2 chỗ cho seri B.
- Do 435: Một chiếc Do 335 được thiết kế lại, cánh dài hơn.
- Do 535: Thực tế là He 535, một thiết kế Dornier P254 được chuyển cho Heinkel vào tháng 10 năm 1944.
- Do 635: Phiên bản trinh sát không ảnh. Còn gọi là Junkers Ju 635 hoặc Do 335Z. Chỉ có mô hình.
- Do P 256: Phiên bản tiêm kích đêm có động cơ phản lực loại He S011,[2] dựa trên khung thân của Do 335.

## Tính năng kỹ chiến thuật (Do 335 A-0)

### Đặc điểm riêng
- Tổ lái: 1
- Chiều dài: 45 ft 5 in (13,85 m)
- Sải cánh: 45 ft 1 in (13,8 m)
- Chiều cao: 15 ft (4,55 m)
- Diện tích cánh: 592 ft² (55 m²)
- Trọng lượng rỗng: 11.484 lb (5.210 kg)
- Trọng lượng cất cánh tối đa: 19.500 lb (8.590 kg)
- Động cơ: 2× Daimler-Benz DB 603A, 1.287 kW, 1.726 hp (1.750 PS) mỗi chiếc

### Hiệu suất bay
- Vận tốc cực đại: 474 mph (765 km/h)
- Trần bay: 37.400 ft (11.400 m)

### Vũ khí
- 1 pháo MK 103 30 mm (1.18 in)
- 2 pháo tự động 20 mm MG 151/20
- 1.000 kg (2.200 lb) bom